# Віренка (Казахстан)
Ві́ренка (каз. Верен) — село у складі Карабалицького району Костанайської області Казахстану. Входить до складу Тогузацького сільського округу.
Населення — 222 особи (2021; 278 у 2009, 364 у 1999, 412 у 1989).